# Gammel Skørping
Gammel Skørping er en landsby i Himmerland med ca. 100 indbyggere 2013 ca. 3 kilometer nord for stationsbyen Skørping. Landsbyen er beliggende i Rebild Kommune og tilhører Region Nordjylland. I landsbyen ligger Skørping Kirke, der er sognekirken i Skørping Sogn.
I 1682 havde Skørping 14 gårde og 11 huse uden jord. Det dyrkede areal udgjorde 488,9 tdr. land, skyldsat til 65,37 tdr. hartkorn. Dyrkningsformen var græsmarksbrug med tægter.
Gammel Skørping er fra 1200-tallet og hed oprindelig Skørping. I 1860 blev Skørping Stationsby grundlagt og i 1900 skiftede stationsbyen navn til Skørping, mens den oprindelige Skørping kom til at hedde Gammel Skørping.

## Historie
Omkring århundredeskiftet (1900) blev Gammel Skørping beskrevet således:
Skjørping med Kirke, Præstegd., 2 Skoler (den ene i Skjørping Stationsby), Missionshus (opf. 1894 i Stationsbyen), Bolig for Skovkassereren i Buderupholm Skovdistr., Fællesmejeri, Købmandsforretninger, Maltgøreri, Vandværk, Mølle, Gæstgiveri, Markedsplads (5 Markeder i Jan., Feb., Marts, Juni og Juli med Heste og Kvæg, 2 i April og Maj med Kreaturer, og 4 i Sept., Okt., Nov. og Dec. med Kvæg og Faar), Jærnbane-, Telegraf- og Telefonstation samt Postekspedition